# Oxathres muscosus
Oxathres muscosus är en skalbaggsart som beskrevs av Bates 1864. Oxathres muscosus ingår i släktet Oxathres och familjen långhorningar. Inga underarter finns listade i Catalogue of Life.